# Tedef
Tedef (ook Tadif geschreven) is een Syrische stad in het gouvernement Aleppo gelegen op 32 kilometer ten noordoosten van de stad Aleppo en 1 kilometer ten zuidoosten van al-Bab. De stad is het bestuurlijke centrum van het subdistrict Nahiya Tedef.

## Judaïsme
Tedef wordt ook Tedef-al-Yahud - Arabisch voor Tedef van de Joden - genoemd wat de band met het Joodse volk aanduid. Dit komt omdat volgens de lokale overlevering de schriftgeleerde en priester Ezra er gestopt is tijdens zijn reis van Babylon naar Jeruzalem en er een synagoge stichtte. Max Freiherr von Oppenheim ontdekte er in 1899 Hebreeuwse inscripties uit de 14e eeuw. In 1995 was de synagoge een ruïne.
Dicht bij de stad was er een bron waar Ezra zich ging onderdompelen tijdens zijn verblijf. De plaats wordt door de lokale Arabieren Al-Azir genoemd. Er was een gebruik dat elk jaar tijden de maanden eloel en tisjri de joden van Aram Soba (Bijbelse naam van Aleppo) naar hier op bedevaart kwamen.
In 1855 leefden er 20 joodse families in de stad en in 1931 nog 15.